# Monique Haas
Monique Haas   (6è districte de París, 20 d'octubre de 1909 - 14è districte de París, 9 de juny de 1987) va ser una pianista francesa.

## Biografia
Nascuda a París, va estudiar al Conservatori de París, amb els professors Joseph Morpain i Lazare Lévy, guanyant el Premi Premier el 1927, també va estudiar amb Rudolf Serkin i Robert Casadesus. Com a intèrpret va fer una gira per tot el món, guanyant molts elogis per les seves actuacions de música del segle xx. El compositor Francis Poulenc, ell mateix un pianista acomplexat, la va elogiar com "l'adorable Monique Haas que toca el piano rabiosament", i Henri Dutilleux la va descriure com "una famosa intèrpret de la música de Ravel".
Com molts dels pianistes francesos que van créixer després de la Primera Guerra Mundial, el repertori de Monique Haas es va caracteritzar per evitar els compositors romàntics i una representació significativa de la música francesa. Obres de François Couperin i Jean-Philippe Rameau van aparèixer regularment als seus programes, així com la de Mozart i Haydn. La música de Schumann va ser l'excepció significativa del seu esquivament del romanticisme, tot i que també va incloure els estudis de Chopin en el seu repertori.
Tanmateix, Haas és recordada com a intèrpret de música francesa del segle xx. Entre els seus enregistraments a Debussy hi ha els relativament oblidats Douze Études, amb els que va guanyar un "Grand Prix du Disque", i les Préludes. També va gravar dues vegades amb els concerts de Ravel, el G major dues vegades, així com la seva obra completa de música per a piano solista.
Va ser una destacada intèrpret de la música de Bartók, i va interpretar el seu tercer concert de piano només uns dies després de la seva estrena mundial per György Sándor. Un altre compositor no francès que va recórrer a ella perquè interpretes les seves obres, va ser Paul Hindemith; Va fer una valuosa gravació de la seva Suite per a piano i corda i The Four Temperaments. També va gravar el seu Konzertmusik per a piano, metall i arpa al costat de la mateixa direcció de Paul Hindemith.

## Estil
Els pianistes francesos de la generació de Haas s'allunyaven de la tècnica fàcil i sovint trencant, associada a Marguerite Long (sovint coneguda com a l'estil "diggy-diggy-dee"). Haas va combinar la neteja i la precisió associades a l'escola més antiga amb una calor del color del to que reflectia la influència d'Alfred Cortot. Les seves lectures poc experimentals, especialment de Debussy i Ravel, donen una visió diferent de la seva música, presentant-les tan modernes com a hereves de la tradició de Couperin i dels clavecinistes del segle xviii.
Es poden trobar contrastos fascinants entre els seus dos enregistraments del Concert de Ravel a G. El més antic, realitzat el 1948, fa bona part de les connexions de l'obra amb l'idioma jazzístic dels anys vint. L'enregistrament posterior, realitzat el 1965, d'altra banda, és molt més "mozartià", reflectint el deute autònom de Ravel a Mozart quan va escriure el concert.
Monique Haas estava casada amb el compositor francès-romanès Marcel Mihalovici.

## Discografia seleccionada
- Ravel: els concerts de piano. Orchester national de l'ORTF cond. Paray. Deutsche Grammophon (CD)
- Ravel: Gaspard de la Nuit, Jeux D'Eau i Miroirs - Erato Presence EPR 15552, Eglise du Liban (París), juliol de 1968
- Ravel: Oeuvres pour piano (Vol. 1) Erato Classics - 1968
- Claude Debussy: Música per a piano (completa), The Heritage Heritage Society MHS 1536/41